# Tema opsiciano

Themas del Imperio bizantino.

El tema opsiciano (en griego: θέμα Ὀψικίου, romanizado: thema Opsikiou) o simplemente Opsicio (en griego: [θέμα] Ὀψίκιον, en latín: Obsequium) fue un thema bizantino (una provincia cívico-militar), ubicado en el noroeste de Asia Menor (actual Turquía). Creado a partir del séquito imperial, el tema opsiciano fue el mayor y más prestigioso de los primeros temas, situándose más cerca de Constantinopla. Involucrado en varias revueltas en el siglo VIII, fue dividido en tres partes después de 750 y perdió su antigua importancia. Sobrevivió como un thema de nivel medio hasta después de la cuarta cruzada.

## Historia
El tema Opsiciano fue uno de los primeros cuatro temas, y tuvo su origen en el ejército «presencial» del Imperio romano de Oriente. El término opsicio deriva del término latino Obsequium («séquito»), que a principios del siglo vii llegó a referirse a las unidades de escolta del emperador en campaña. Es posible que en una etapa temprana, el Opsicio estuviese acuartelado en la propia capital imperial. En los años 640, sin embargo, después de las derrotas desastrosas sufridas durante la primera oleada de las conquistas musulmanas, los restos de los ejércitos fueran retirados a Asia Menor y se establecieron en grandes distritos, llamados «temas». Así, el tema opsiciano era la zona donde fue colocado el Opsicio imperial, que abarcaba todo el noroeste de Asia Menor (Misia, Bitinia, partes de Galacia, Lidia y Paflagonia) desde los Dardanelos hasta el río Halis, con Ancira como su capital. La fecha exacta de la creación del thema es desconocido; la referencia más antigua apunta a 626, pero la primera aparición fue confirmada en 680. Es posible que también incluía un área en Tracia, que parece haber sido administrada junto con el Opsicio a finales del siglo vii y principios del viii.
El origen peculiar del tema opsiciano aparece en diversos aspectos de la organización del tema. Por lo tanto, el título del comandante no era estratego como en todos los otros, pero sí de conde. Por otra parte, no estaba dividido en turmas, sino domésticados formados por las tropas de élite del ejército, como los optimates y los bucelarios, ambos términos que datan de la época del reclutamiento de los federados godos en los siglos iv y vi. Su prestigio es además ilustrado por los sellos de sus comandantes, en los cuales el thema es llamado «Opsicio imperial guardado por Dios» (en griego: θεοφύλακτον βασιλικόν ὀψίκιον; en latín: a Deo conservandum imperiale Obsequium).

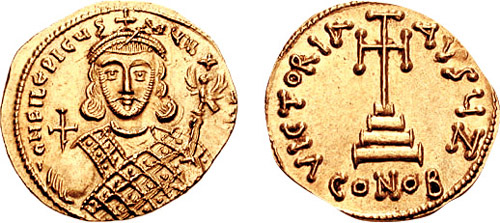
Sólido de Filípico Bardanes (711-713)

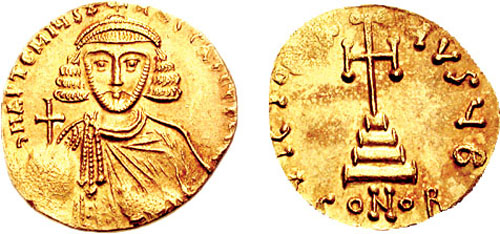
Sólido de Anastasio II (713-715)

Siendo uno de los temas más próximos de la capital Constantinopla y el más prominente de ellos, los condes de Opsicio generalmente eran tentados a rebelarse contra el emperador. Ya en 668, con la muerte de Constante II (641-668) en Sicilia, el conde Mececio intentó un golpe de Estado. Bajo el patricio Barasbacurio, el tema era la principal base de poder del emperador Justiniano II (685-695 y 705-711). Justiniano también estableció allí a muchos eslavos capturados en Tracia en un intento de aumentar la fuerza militar del thema. La mayoría de ellos, sin embargo, desertaron a los árabes en la primera batalla que trabaron.
En 713, el ejército opisciano se levantó contra Filípico Bardanes (711-713), el asesino de Justiniano, y colocó a Anastasio II (713-715) en el trono, sólo para también derrocarlo en 715 para colocar a Teodosio III (715-717) en el trono. En 716, los opsicianos apoyaron la ascensión de León III el Isaurio (716-740) en el trono, pero en 718, el conde local, el patricio Isoes intentó sin éxito rebelarse contra él. En 741-742 el curopalata Artabasdo (741-742) utilizó los opsicianos como base de su breve intento de usurpar el trono de Constantino V (741-775). En 766, otro conde fue cegado después de un motín fallido contra Constantino. Durante este período, las revueltas del tema opsiciano no sólo eran resultado de la ambición de sus condes: los opsicianos eran fervorosos iconódulos y se opusieron a las políticas iconoclastas de los emperadores isáuricos. Consecuentemente, Constantino V trató de debilitar el tema dividiéndolo en nuevos temas, llamados bucelarios y optimates. En paralelo, el emperador reclutó un nuevo regimiento de la guardia de élite, ferozmente iconoclasta, los tagmas.

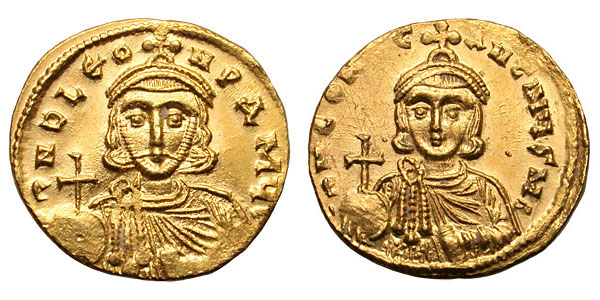
Sólido de León III (717-741) y Constantino V (741-775)

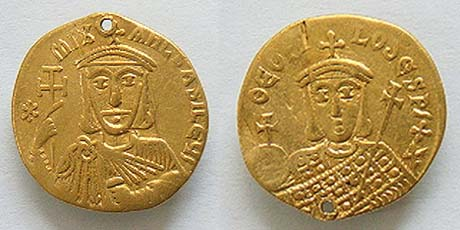
Sólido de Miguel II (820-829) y Teófilo (829-842)

Así, el ya reducido Opsicio fue degradado de una formación de guardia por un thema común de caballería: sus fuerzas se dividieron en turmas y sus condes cayeron en sexto lugar en la jerarquía de los gobernantes de los temas, llegando a ser cambiado al título ordinario de estratego a finales del siglo ix. En este siglo, el gobernante aparece recibiendo 15 kilos de oro y comandando 6000 hombres (a comparación de los 18.000 del antiguo Opsicio). La capital se trasladó a Nicea y el emperador Constantino VII (913-959), en su De Thematibus menciona otras nueve ciudades en el tema: Cotiaon, Dorilea, Midaon, Apamea, Mirlea, Lámpsaco, Pario, Abidos y Cícico.
En la gran revuelta de Tomás el Eslavo, a principios de la década de 820, el Opsicio permaneció leal al emperador Miguel II (820-829). En 866, el estratego opsiciano, Jorge Peganes, se rebeló junto con el tema tracesiano contra Basilio I el Macedonio (867-886), luego con el joven coimperador de Miguel III (842-867) y, alrededor de 930, Basilio el Mano de Cobre se rebeló contra el emperador Romano I (920-944). Ambas revueltas, sin embargo, fueron sofocadas con facilidad y fueron las últimas revueltas golpistas del siglo viii. El tema se mantuvo durante todo el período Comneno y se fusionó con el tema del mar Egeo en algún momento del siglo xii. Aparentemente sobrevivió como parte del Imperio de Nicea; Jorge Acropolita informa que en 1234, el tema opsiciano cayó frente a los «italianos» (Imperio latino).